# Simon McBride
Simon McBride (*9. dubna 1979 Belfast, Severní Irsko) je irský zpěvák a kytarista, který hrál s různými umělci, včetně Deep Purple a Snakecharmer.
Ve skupině Deep Purple zaskakoval nějaký čas za Steva Morse, kterého 16. září 2022 oficiálně nahradil.

## Vybraná diskografie

### Sólová vydání
| Rok  | Titul                                                   | Label                                  | Poznámky |
| ---- | ------------------------------------------------------- | -------------------------------------- | -------- |
| 2008 | Rich Man Falling                                        | Nugene Records                         | Studio   |
| 2010 | Since Then                                              | Nugene Records                         | Studio   |
| 2012 | Nine Lives                                              | Nugene Records                         | Live     |
| 2013 | No Room To Breathe                                      | Nugene Records                         | Single   |
| 2016 | Official Live Bootleg – The Borderline, London 22.05.16 | Rotosound, PRS Paul Reed Smith Guitars | Live     |
| 2017 | Official Live Bootleg 02 (Live In Bonn-16-12.2017)      | Not on Label                           | Live     |
| 2019 | Show Me How To Love                                     | Ear Music                              | Single   |
| 2020 | Trouble                                                 | Ear Music                              | Single   |
| 2022 | The Fighter                                             | Ear Music                              | Studio   |

### Jako člen skupiny/hostující umělec
| Rok  | Skupina/umělec                                   | Titul                                        | Poznámky         |
| ---- | ------------------------------------------------ | -------------------------------------------- | ---------------- |
| 1996 | Sweet Savage                                     | Killing Time                                 | Člen skupiny     |
| 2012 | Clive Culbertson                                 | Still Here Still Smiling                     | Hostující umělec |
| 2016 | Don Airey & Friends                              | Live In Prague                               | Člen skupiny     |
| 2017 | Snakecharmer                                     | Second Skin                                  | Člen skupiny     |
| 2017 | The Irish Rovers                                 | The Unicorn, the Continuing Story            | Hostující umělec |
| 2019 | Ian Gillan With The Don Airey Band And Orchestra | Contractual Obligation #2: Live In In Warsaw | Člen skupiny     |
| 2021 | Don Airey & Friends                              | Live In Hamburg                              | Člen skupiny     |
| 2021 | Darby T0dd                                       | The Real1ty 0f Zer0s And 0nes                | Hostující umělec |